# Lago Jocassee
Il lago Jocassee è un lago artificiale americano in Carolina del Sud, situato sul territorio delle contee Oconee e Pickens.
È stato creato nel 1973 dallo Stato in collaborazione con la Duke Energy.